# Jacques-Louis de la Brue de Saint-Bauzille
Jacques-Louis de la Brue de Saint-Bauzille (Saint-Bazile-de-la-Roche, 29 juni 1761 - Parijs, 27 maart 1832) was een Franse rooms-katholieke bisschop.

## Levensloop
De la Brue werd in 1786 tot priester gewijd en was actief in het bisdom Dijon. Hij kwam in 1809 naar het aartsbisdom Mechelen in het gevolg van de nieuwe, Franse aartsbisschop Dominique Dufour de Pradt. Hij werd er samen met Jacques-Louis Danzel uit Poitiers aangesteld als kanunnik van het Sint-Romboutskapittel en als vicaris-generaal van het aartsbisdom. Omdat de benoeming van De Pradt werd betwist en de aartsbisschop vaak in het buitenland verbleef, nam De la Brue vaak de contacten met de bestuurlijke overheden waar namens de aartsbisschop.
Op 14 april 1813 benoemde Napoleon De la Brue tot nieuwe bisschop van Gent na het ontslag van Maurice de Broglie maar deze aanstelling werd door de Gentse clerus niet aanvaard en hij verdween een jaar later. In 1821 werd De la Brue benoemd tot titulair bisschop van Tempe.